# Melanzane - Estate andalusa
Melanzane - Estate andalusa (茄子 アンダルシアの夏?, Nasu: Andarushia no Natsu) è un film anime del 2003 diretto da Kitarō Kōsaka e tratto da una parte del manga inedito in Italia Nasu, di Iō Kuroda. In Italia, il film è arrivato in DVD per opera di Shin Vision.

## Trama
Pepe Benengeli è un ciclista nella Vuelta a España. Un giorno d'estate molto caldo deve effettuare una tappa della corsa nel suo paese natale, l'Andalusia, che aveva abbandonato perché non gli piaceva la vita vissuta lì. A sostenerlo in Andalusia ci sono i parenti, tra cui il fratello, che proprio in quel giorno si è sposato. Il film finisce con la vittoria di Pepe e la cena in un hotel della zona con i compagni ciclisti, dove il protagonista fa vedere ai colleghi come si mangiano le melanzane tipiche andaluse.

## Personaggi e doppiatori
| Personaggio | Doppiatore giapponese | Doppiatore italiano | Doppiatore francese | Doppiatore tedesco  |
| ----------- | --------------------- | ------------------- | ------------------- | ------------------- |
| Pepe        | Yō Ōizumi             | Lorenzo Scattorin   | Frederic Popovic    | Marc Stachel        |
| Angel       | Toshio Kakei          | Marco Balzarotti    |                     | Manou Lubowski      |
| Carmen      | Eiko Koike            | Cinzia Massironi    | Brigitte Guedj      | Veronika Neugebauer |
| Hernandez   | Minoru Hirano         | Riccardo Rovatti    | Frédéric Cerdal     | Norbert Gastell     |
| Rivera      | Aikou Ogata           | Maurizio Scattorin  |                     |                     |
| Frankie     | Hiroaki Hirata        | Luigi Rosa          | Yann Pichon         |                     |
| Cronista    | Shinichi Hatori       | Giorgio Bonino      |                     |                     |

### Staff del doppiaggio italiano
- Studio di doppiaggio: SAMPLE srl
- Direttore del doppiaggio: Gualtiero Cannarsi
- Assistente al doppiaggio: Gianmarco Ceconi
- Fonico di doppiaggio: Gabriele De Rossi
- Produttore esecutivo: Francesco Di Sanzo
- Direttore di produzione: Laura Garganelli
- Traduzione: Laura Valentini
- Dialoghi italiani: Gualtiero Cannarsi
- A commissione e cura di: Shin Vision

## Distribuzione
Il titolo italiano inizialmente previsto per il film era Melanzana - Un'estate in Andalusia

## Sequel
Del film esiste un sequel OAV, uscito nel 2007 ed inedito in Italia, intitolato Nasu - Suitcase no wataridori (茄子 スーツケースの渡り鳥?, Nasu - Sūtsukēsu no wataridori, trad. Melenzane - Un uccello migratore con la valigia).